# Trichoclinocera fumosa
Trichoclinocera fumosa är en tvåvingeart som först beskrevs av Vaillant 1960.  Trichoclinocera fumosa ingår i släktet Trichoclinocera och familjen dansflugor.
Artens utbredningsområde är New York. Inga underarter finns listade i Catalogue of Life.